# Acalypha dikuluwensis
Acalypha dikuluwensis — тропічна квіткова рослина заввишки 25 сантиметрів з роду Acalypha родини молочайних (Euphorbiaceae). МСОП оголосив цю рослину вимерлою в 2012 році. A. dikuluwensis був ендеміком багатих міддю ґрунтів східної провінції Катанга Демократичної Республіки Конго і був знайдений лише навколо Дікулуве. Ґрунти походять із гірських порід верхньокембрійської групи Роан супергрупи Катанга. Він був обмежений степовою саваною в мідних відслоненнях, які були знищені відкритою розробкою. Після 1959 року екземплярів не знайдено.